# Carpathian Couriers Race
La Carpathian Couriers Race, fino al 2012 denominata Carpathia Couriers Path, è una corsa a tappe maschile di ciclismo su strada che si disputa annualmente nei Carpazi tra la Polonia, la Slovacchia, la Repubblica Ceca e l'Ungheria. È riservata alla categoria Under-23 e dalla sua nascita, nel 2010, fa parte del calendario dell'UCI Europe Tour come prova di classe 2.2U.

## Albo d'oro
Aggiornato all'edizione 2022.
| Anno                     | Vincitore           | Secondo              | Terzo                    |
| ------------------------ | ------------------- | -------------------- | ------------------------ |
| Carpathia Couriers Path  |                     |                      |                          |
| 2010                     | Adrian Honkisz      | Kamil Zieliński      | Sergey Sakavets          |
| 2011                     | Paweł Bernas        | Paweł Poljański      | Jarosław Kowalczyk       |
| 2012                     | Maurits Lammertink  | Jakub Novák          | Łukasz Owsian            |
| Carpathian Couriers Race |                     |                      |                          |
| 2013                     | Stefan Poutsma      | Daan Meijers         | Jeroen Meijers           |
| 2014                     | Gregor Mühlberger   | Eduard Michael Grosu | Przemysław Kasperkiewicz |
| 2015                     | Tim Ariesen         | Álvaro Cuadros       | Dries Van Gestel         |
| 2016                     | Hamish Schreurs     | Michał Paluta        | Max Kanter               |
| 2017                     | Alessandro Pessot   | Kamil Małecki        | Robert Kessler           |
| 2018                     | Filip Maciejuk      | Jens van den Dool    | Sven Burger              |
| 2019                     | Marijn van den Berg | Giovanni Aleotti     | Meindert Weulink         |
| 2020                     | Jordan Habets       | Adam Kus             | Antti-Jussi Juntunen     |
| 2021                     | Filip Maciejuk      | Daan Hoeks           | Fran Miholjević          |
| 2022                     | Fran Miholjević     | Francis Juneau       | Alexander Hajek          |
| 2023                     | Gal Glivar          | Giulio Pellizzari    | Davide De Cassan         |